# Wave Rock

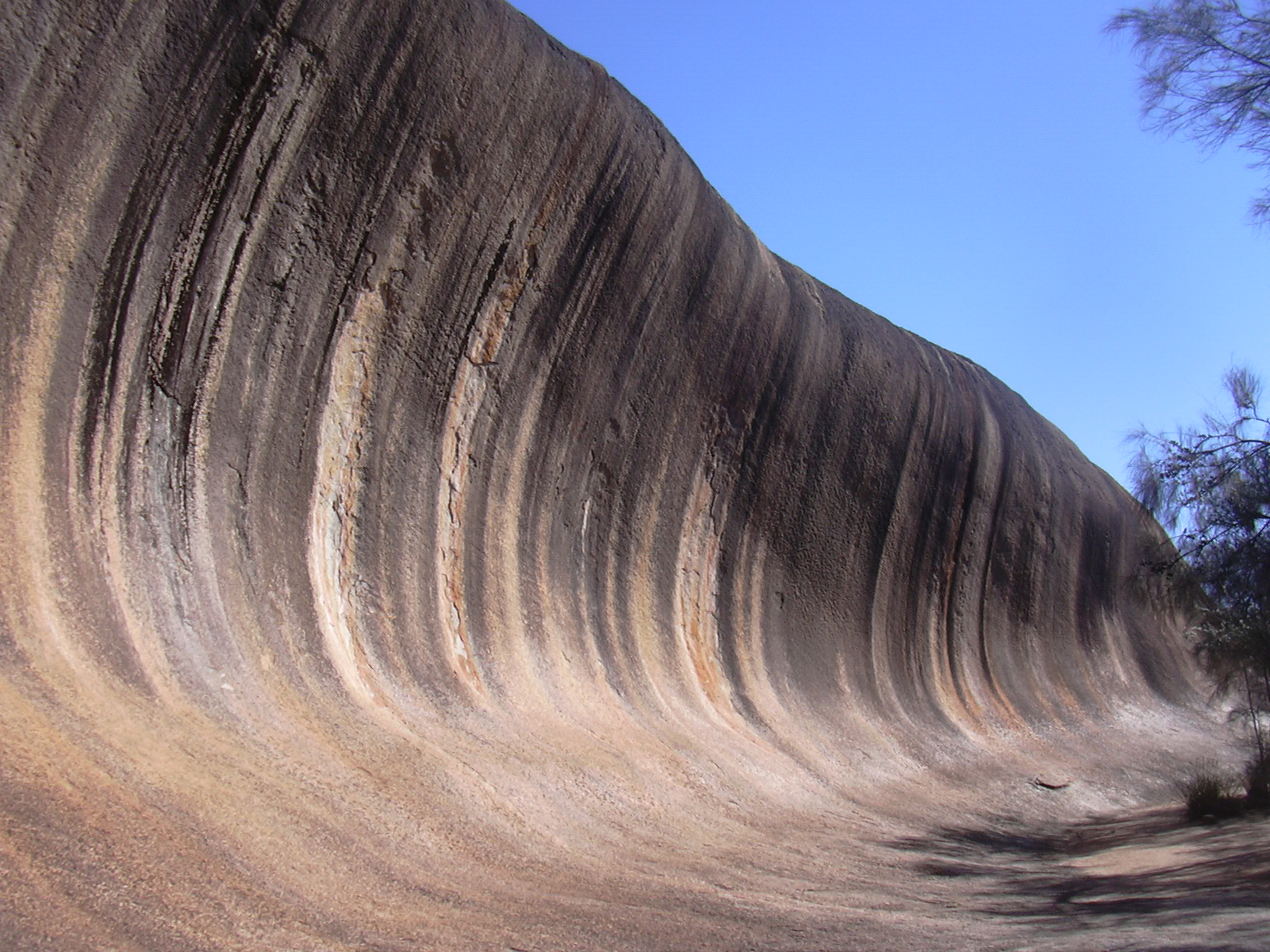
A Wave Rock, perto de Hyden na Austrália Ocidental

Wave Rock é uma formação rochosa natural situada a leste da pequena cidade de Hyden, na Austrália. Com 14m de altura e 110m de comprimento, a face da Wave Rock parece estar pronta para bater em um pré-histórico de navegação, agora congelada no tempo. Acredita-se ter formado mais de 2700 milhões de anos atrás, Wave Rock é parte da face norte da Hyden Rock. A forma de onda é formada pela erosão gradual da rocha mais macia debaixo da borda superior, durante muitos séculos. Na verdade, existem vários exemplos de tais "ondas" na área de Hyden, e se você tiver tempo, vale a pena o esforço para ver alguns dos outros menores, mas igualmente espetacular. As cores da onda são causadas pela chuva ao lavar depósitos químicos (carbonatos e hidróxido de ferro) da face, formando listras verticais cinzas de vermelhos e amarelos. Se você puder ficar um pouco mais, também vale a pena ver a Rock em momentos diferentes do dia, como a luz do sol mudança altera as suas cores e aparência. Além de ser uma atração turística impressionante, a rock foi convertida em uma bacia hidrográfica de abastecimento de água da cidade, com um alto muro de concreto ao redor da borda superior do Hyden Rock para dirigir as chuvas para uma barragem de armazenamento.